# Academy of Interactive Arts & Sciences

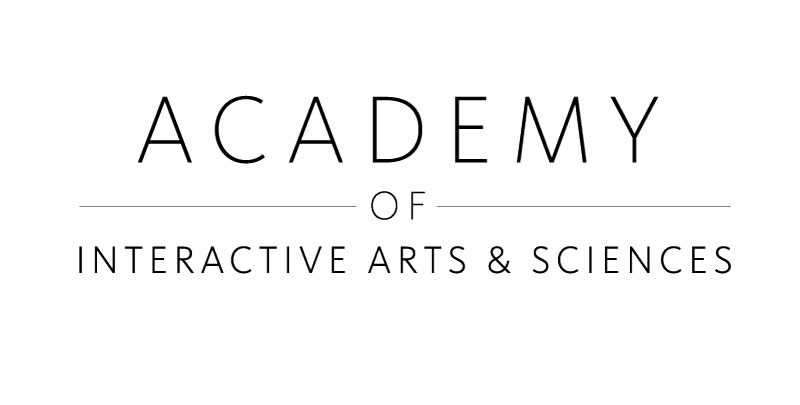
Logo de la Academy of Interactive Arts & Sciences.

Academy of Interactive Arts & Sciences (Academia de las Artes y las Ciencias Interactivas), abreviado A.I.A.S. es una organización sin ánimo de lucro que promueve el software de entretenimiento, como pueden ser los videojuegos, en el que celebra una ceremonia que se llama Interactive Achievement Awards que se hace anualmente desde 1998.
La organización está compuesta por profesionales de la industria, y solo los miembros más profesionales son los que votan por el mejor software de entretenimiento del año. La AIAS fue creada en 1996. La Academy of Interactive Arts & Sciences (AIAS) comenzó en un principio en 1992 por un pequeño grupo de profesionales de Los Ángeles que querían alentar a profesionales creativos de Hollywood en sus actividades, como pasó con desarrolladores de videojuegos de Silicon Valley. La fundó Andrew Zucker, un abogado de Beverly Hills.

## Interactive Achievement Awards
Últimos juegos ganadores del premio "juego del año":
| Año         | Juego                                   | Género                           | Plataforma                                                                                     | Desarrollador            |
| ----------- | --------------------------------------- | -------------------------------- | ---------------------------------------------------------------------------------------------- | ------------------------ |
| 2023 (26°)  | Elden Ring                              | RPG                              | Windows, Playstation 4, Playstation 5, Xbox One, Xbox Series X\|S                              | FromSoftware             |
| 2022 (25°)  | It Takes Two                            | Acción/Aventura                  | Windows, Nintendo Switch, Playstation 4, Playstation 5, Xbox One, Xbox Series X\|S             | Hazelight Studios        |
| 2021 (24°)  | Hades                                   | RPG                              | Windows, macOS, iOS, Nintendo Switch, PlayStation 4, PlayStation 5, Xbox One, Xbox Series X\|S | Supergiant Games         |
| 2020 (23°)  | Untitled Goose Game                     | Aventura                         | Windows, Macos, Nintendo Switch, Playstation 4, Xbox one                                       | House House              |
| 2019 (22°)  | God of War                              | Acción/Aventura                  | PlayStation 4                                                                                  | Santa Monica Studio      |
| 2018 (21°)  | The Legend of Zelda: Breath of the Wild | Acción/Aventura                  | Nintendo Switch                                                                                | Nintendo EPD             |
| 2017 (20.º) | Overwatch                               | Disparos en primera persona      | Windows, PlayStation 4, Xbox One                                                               | Blizzard Entertainment   |
| 2016 (19.º) | Fallout 4                               | RPG                              | Windows, PlayStation 4, Xbox One                                                               | Bethesda                 |
| 2015 (18.º) | Dragon Age: Inquisition                 | RPG                              | Windows, PlayStation 3, PlayStation 4, Xbox 360, Xbox One                                      | BioWare                  |
| 2014 (17.º) | The Last of Us                          | Acción/Aventura                  | PlayStation 3                                                                                  | Naughty Dog              |
| 2013 (16.º) | Journey                                 | Aventura                         | PlayStation 3                                                                                  | Thatgamecompany          |
| 2012 (15.º) | The Elder Scrolls V: Skyrim             | RPG                              | PlayStation 3, Xbox 360, Windows                                                               | Bethesda Softworks       |
| 2011 (14.º) | Mass Effect 2                           | RPG                              | PlayStation 3, Xbox 360, Windows                                                               | BioWare                  |
| 2010 (13.º) | Red Dead Redemption                     | Acción/Aventura                  | PlayStation 3, Xbox 360                                                                        | Rockstar San Diego       |
| 2009 (12.º) | Uncharted 2: El reino de los ladrones   | Plataformas                      | PlayStation 3                                                                                  | Naughty Dog              |
| 2008 (11.º) | Call of Duty 4: Modern Warfare          | Disparos en primera persona      | PlayStation 3, Xbox 360, Windows, Mac OS X, Wii                                                | Infinity Ward            |
| 2007 (10.º) | Gears of War                            | Disparos en tercera persona      | Xbox 360, Windows, Mac OS X                                                                    | Epic Games               |
| 2006 (9.º)  | God of War                              | Acción/Aventura                  | PlayStation 2, PlayStation 3                                                                   | SCE Studios Santa Monica |
| 2005 (8.º)  | Half-Life 2                             | Disparos en primera persona      | PlayStation 3, Xbox, Xbox 360, Windows                                                         | Valve Corporation        |
| 2004 (7.º)  | Call of Duty                            | Disparos en primera persona      | N-Gage, Windows, Mac OS X                                                                      | Infinity Ward            |
| 2003 (6.º)  | Battlefield 1942                        | Disparos en primera persona      | Windows, Mac OS                                                                                | Digital Illusions CE     |
| 2002 (5.º)  | Halo: Combat Evolved                    | Disparos en primera persona      | Xbox, Windows, Mac OS X                                                                        | Bungie Studios           |
| 2001 (4.º)  | Diablo II                               | Rol Multijugador Masivo en Línea | Windows, Mac OS                                                                                | Blizzard North           |
| 2000 (3.º)  | The Sims                                | Simulador                        | Windows, Mac OS, Linux                                                                         | Maxis                    |
| 1999 (2.º)  | The Legend of Zelda: Ocarina of Time    | Acción/Aventura                  | Nintendo 64, Nintendo 3DS                                                                      | Nintendo EAD             |
| 1998 (1.º)  | GoldenEye 007                           | Disparos en primera persona      | Nintendo 64                                                                                    | Rareware                 |

## Salón de la Fama
Desde 1998, la Academia de Artes y Ciencias Interactivas ha inducido anualmente en su "Hall of Fame" a desarrolladores de videojuegos que han realizado logros revolucionarios e innovadores en la industria de los juegos de ordenador y videojuegos.

### Inducidos
| Año  | Persona                                 | Compañía/Función                                        | Juegos destacables                                                                                             |
| ---- | --------------------------------------- | ------------------------------------------------------- | --- |
| 2016 | Todd Howard                             | Director y Productor Ejecutivo de Bethesda Game Studios | Saga The Elder Scrolls, Fallout 3 y Fallout 4                                                                  |
| 2015 | Hideo Kojima                            | Fundador de Kojima Productions                          | Saga Metal Gear                                                                                                |
| 2014 | Sam Houser, Dan Houser y Leslie Benzies | Cofundadores de Rockstar Games                          | Saga Grand Theft Auto                                                                                          |
| 2013 | Gabe Newell                             | CEO y Cofundador de Valve Software                      | Half-Life, Half-Life 2, Source Engine                                                                          |
| 2012 | Tim Sweeney                             | CEO y Director Técnico de Epic games                    | Unreal Engine                                                                                                  |
| 2011 | Ray Muzyka y Greg Zeschuk               | Cofundadores de BioWare                                 | Knights of the Old Republic, Mass Effect, Dragon Age                                                           |
| 2010 | Mark Cerny                              | Cerny Games                                             | Marble Madness                                                                                                 |
| 2009 | Bruce Shelley                           | Ensemble Studios                                        | Sid Meier's Civilization y Railroad Tycoon (en MicroProse), Age of Empires                                     |
| 2008 | Michael Morhaime                        | Presidente y cofundador de Blizzard Entertainment       | World of Warcraft, Warcraft, Starcraft, Diablo                                                                 |
| 2007 | Dani Bunten (1949–1998)                 | Fundador de Ozark Softscape                             | M.U.L.E. |
| 2006 | Richard Garriott                        | Fundador de Origin Systems                              | Saga Ultima y Tabula Rasa                                                                                      |
| 2005 | Trip Hawkins                            | Fundador de Electronic Arts y Digital Chocolate         | Madden Football                                                                                                |
| 2004 | Peter Molyneux                          | Fundador de Lionhead Studios y Bullfrog Productions     | Black & White, Populous, Magic Carpet, Syndicate, Dungeon Keeper y la saga Fable (Fable, Fable II y Fable III) |
| 2003 | Yu Suzuki                               | SEGA                                                    | Múltiples juegos arcade, además de Shenmue, Out Run y Virtua Fighter                                           |
| 2002 | Will Wright                             | Maxis                                                   | SimCity, The Sims                                                                                              |
| 2001 | John D. Carmack                         | id Software                                             | Commander Keen, Wolfenstein 3D, Doom, Quake                                                                    |
| 2000 | Hironobu Sakaguchi                      | Squaresoft (hasta 1991), Mistwalker (desde el 2001)     | Final Fantasy                                                                                                  |
| 1999 | Sid Meier                               | Fundador de Firaxis Games y MicroProse                  | Pirates! y Civilization                                                                                        |
| 1998 | Shigeru Miyamoto                        | Nintendo                                                | Las sagas Super Mario, The Legend of Zelda, Star Fox y Pikmin                                                  |